# Moulin de Lucy

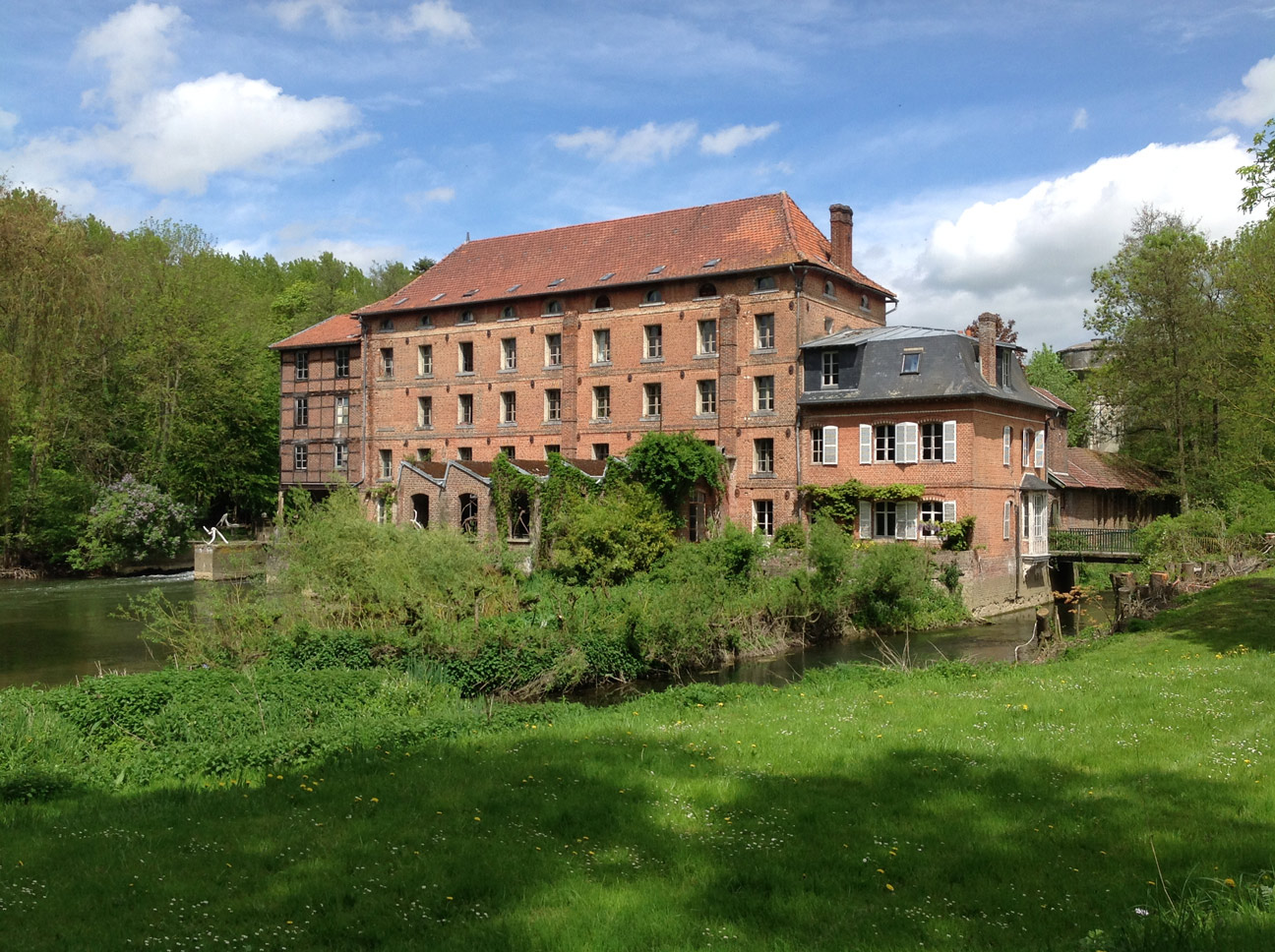

Le moulin de Lucy est un moulin situé à Ribemont, en France.

## Description
Le bâtiment du moulin est construit sur 5 niveaux en briques cuites au bois (couleur rose) qui soutiennent une armature et une charpente en chêne. Les murs de 80 cm d'épaisseur à la base et de 60 cm aux sablières sont percées de 90 fenêtres à arceau dont les appuis sont en pierre bleue des Ardennes.
Le barrage comporte 3 vannes usinières et 7 vannes de décharge actionnées par crics à crémaillère et ouvrant sur 2 radiers de pierre bleue fondés sur pieux de chêne.
La force motrice du Moulin de Lucy est actuellement fournie par une turbine hydraulique de type Francis à axe vertical, de 2 m de diamètre et d'une capacité de 6 m3/s tournant à 30 tr/min sous une hauteur de chute de 1,60 m montée en chambre d'eau ouverte. Elle a été installée vers 1900 à l'emplacement de la roue à aubes d'origine qui mesurait 5 m de large et 6 m de diamètre. Elle entraîne, par l'intermédiaire d'un renvoi d'angle à alluchons en bois et d'un multiplicateur de vitesse à courroies plates, un alternateur hexapolaire de 40 kW délivrant un courant triphasé de 220 volts. La turbine est protégée par deux grilles qui retiennent les flottants et permettent de les extraire de la rivière.
Le droit d'eau, fondé en titre (c'est-à-dire antérieur à la Révolution Française), a été redéfini à la suite de la construction du canal de la Sambre à l'Oise, par l'arrêté préfectoral du 2 août 1852 qui fixe le règlement d'eau des usines hydrauliques situées sur l'Oise entre Macquigny et Beautor.
Le niveau amont est fixé par ce règlement à la cote 67,79 m NGF. Il est maintenu, sur une distance d'environ 2 km à l'amont du moulin, par deux ouvrages :
- Un déversoir (rayère, en patois local) de 21 m de large auquel sont accolées 3 vannes ouvrant sur le bras de décharge
- Un ensemble de 7 vannes de décharge sur le site même du moulin.
Ces 10 vannes servent à évacuer les débits excédentaires dus aux crues de la rivière et sont actionnées manuellement à chaque variation de débit :
- à l'ouverture dès que le niveau amont dépasse la cote de la retenue légale
- à la fermeture dès que ce niveau lui devient inférieur.
Le niveau aval est susceptible de varier de plus de 2 m en fonction exclusivement des fluctuations du débit de la rivière qui peuvent passer de quelques m3 en étiage à plus de 100 m3 par seconde en crue. Ils réagissent ici 24 h environ après la pluie tombée sur la Thiérache qui constitue un bassin versant de 1 500 km2 à écoulement rapide. Les crues sont fréquentes en période d'hiver mais peuvent aussi survenir à la suite d'orages d'été. La plus grande prudence est recommandée dès le début de l'ouverture des vannes jusqu'à leur complète fermeture. L'aval des moulins est en effet l'objet de nombreuses turbulences de surface et de fond dues à l'énergie concentrée et libérée par le barrage. Les fonds sont instables et susceptibles de se modifier d'une année sur l'autre. La fosse qui s'est formée au fil des siècles au pied du barrage est profonde de 5 à 6 mètres.

## Localisation
Le moulin est situé sur la commune de Ribemont, dans le département de l'Aisne.

## Historique
Situé au hameau de Lucy sur le cours principal de l'Oise à l'emplacement d'un ancien moulin dont l'existence est attestée depuis le XIe siècle comme dépendance de l'Abbaye St.-Nicolas-des-Prés, l'actuel Moulin de Lucy est, dans cette partie de la Vallée de l'Oise, le dernier des moulins à farine du XIXe siècle à avoir survécu aux destructions de la guerre de 14-18. 
Il a été construit en 1840 par le Sieur Niay, meunier à Villers-le-Vert (écart entre Thenelles et Sissy), puis transformé au début du XXe siècle en cotonnière spécialisée en teinture, apprêts, mercerisage et bobinage de fils. 
Le moulin est ainsi la seconde usine, avec celle d'Harly établie en 1875, de Julien Daltroff de nationalité suisse né vers 1840 à Château-Salins. Maire d'Harly, il décède en 1903, et son fils Albert lui succède puis cède ses usines en 1937. 
L'activité de teinture, mercerisage et bobinages de fils se poursuit jusqu'en 1978, vendus sous la marque de La Cotonnière de Lucy-Ribemont, entreprise dont le siège social est à Caudry (Nord), pour les Dentelles de Calais-Caudry.
Il est, depuis 1981, propriété de la famille de Bruyn, qui le réhabilite et l'exploite pour l'énergie et diverses activités liées à l'environnement (ingénierie des milieux humides, associations, formation, initiations à la rivière, loisirs).
Il a été placé sous la protection de l'État et inscrit à l'inventaire supplémentaire des Monuments Historiques par arrêté du Préfet de Picardie en date du 14 janvier 1993. Il est visitable chaque année lors des journées du patrimoine organisées en septembre par le Ministère de la Culture (affichage public et information régionale).
Le monument est inscrit au titre des monuments historiques en 1993.